# Larbi Bensari
Cheikh Larbi Bensari, nacido a Ouled Sid el Hadj, en la wilaya de Tremecén en 1867, y muerto en Tremecén en 1964, es el maestro del gharnati y del hawzi argelino. Es el artista más importante  de la escuela de Tremecén al principio del siglo XX.

## Biografía

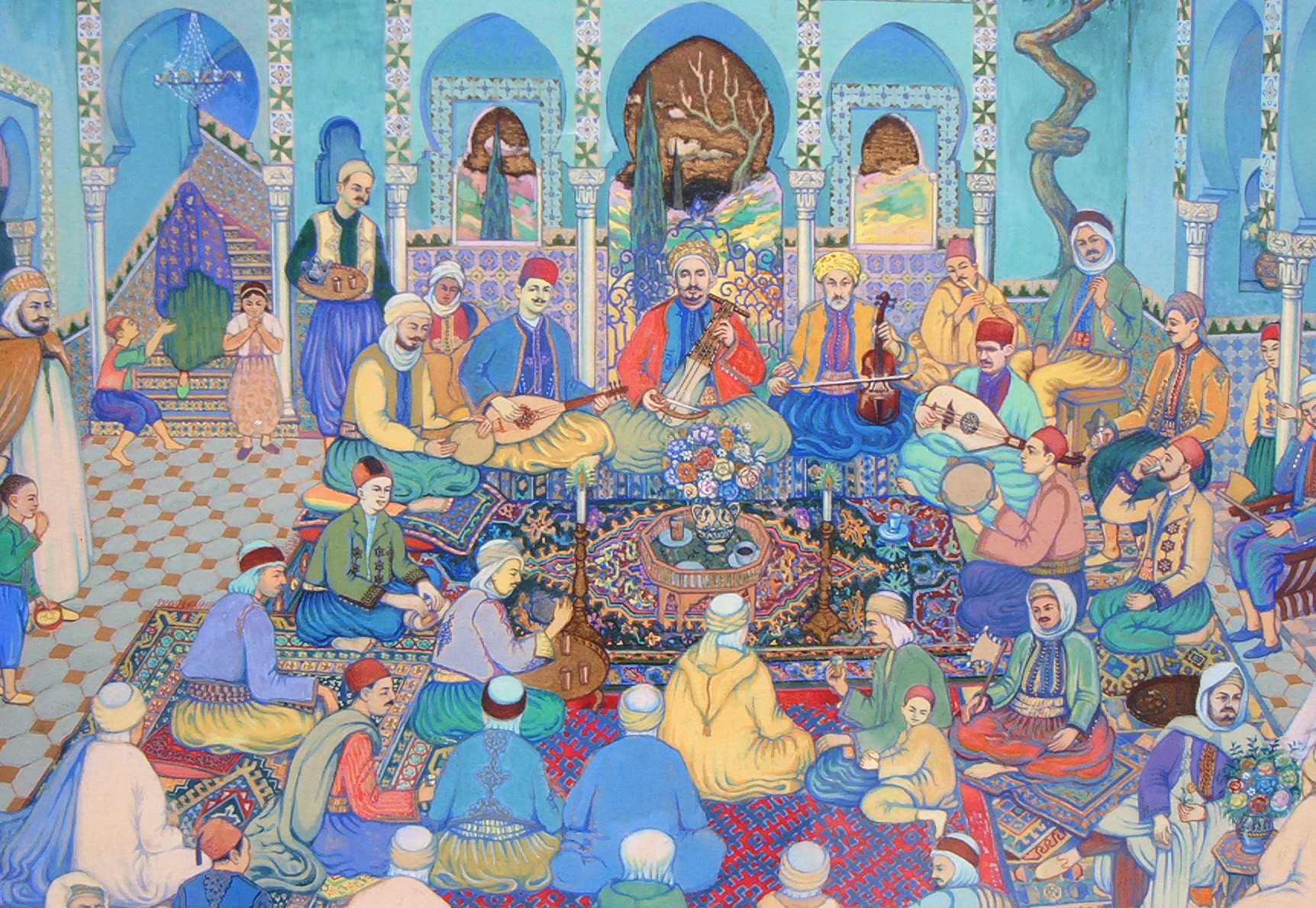
Larbi Bensari y Boudelfa tocando durante un matrimonio en Tremecén (según Bachir Yellès)

Salido de una familia  de Tremecén modesta, Bensari era un kouloughli  (hijo de jenízaro y mujer magrebí).  Estuvo contratado en calidad de aprendiz de peluquero, con un gran maestro de la música andalusí, Mohammed Benchaabane, también llamado Boudelfa, que dirigía una orquesta ; pero si Cheikh el Arbi era un mal alumno en la profesión de peluquero, destacaba, en cambio, en la música andalusí que enseñaba su maestro ; el joven Sari, alumno estudioso,  con una gran voluntad, aprendió rápidamente a tocar todos los instrumentos, particularmente el r’beb y el alto. Boudelfa, reconociendo algún tiempo más tarde que su alumno había acabado siendo un virtuoso, le confió la dirección de su orquesta.
Iniciado por Boudelfa, supo poner en práctica los recursos de su asombrosa memoria, de su inteligencia musical y de su voluntad para conseguir e imponerse como  uno de los mejores intérpretes de la ciudad. 

Bajo la dirección atenta de expertos, numerosos en aquellos tiempos, tanto como los censores informados y rectos y que no perdonan ningún paso en falso, él reunirá todos los votos. Su dominio y su talento harán muy rápidamente de él  uno jefe de orquesta incontestable.

Su paleta iba del hawzi al 'arûbi, al madh, y del gharnati al esto'nâa, se interesó igualmente por el gharbi. Concedía no obstante un lugar prepónderante a la música clásica esto'nâa. Dejará a su muerte varias noubas sobre las 24 que cuenta la música de Zyriab.(ver música arabo-andaluza)
El artista representó a Argelia en 1900 en la Exposición Universal de París. Con la invitación de Si Kaddour Benghabrit, dará un concierto con ocasión de la inauguración de la gran Mezquita de París en 1926. En 1932, es solicitado nuevamente para representar a su país (Argelia) en el  Congreso de música árabe de El Cairo.
Cheikh Larbi Bensari es un maestro en el arte musical en Tremecén, tanto por la técnica pedagógica que practicó en su aprendizaje como  por su rigor en la  interpretación que permite ver la lealtad cultural de Tremecén cara a Granada.